# 広島県立庄原格致高等学校
広島県立庄原格致高等学校（ひろしまけんりつ しょうばらかくち こうとうがっこう）は、広島県庄原市三日市町に所在する公立高等学校。略称は「格致」。

## 概要
歴史
1897年（明治30年）11月に小田源吉により「私立格致学院」として設立。1938年（昭和13年）4月の移管により「広島県立格致中学校」と改称。広島県北部では最も歴史のある伝統校である。2017年（平成29年）に創立120周年を迎える。
校名の由来
中国の儒学における古典である四書・五経のうち「大学」に収められた「格物致知」の言葉に由来する。「格物」とは、物事に真剣に取り組むことであり、「致知」とは、知や技を我がものにすることである。生徒の理想をうたったものであるといえる。
設置課程・学科
全日制課程 普通科
全日制課程 普通科「医療・教職コース」
校訓・校風
「格物致知」
校章
創立者・小田源吉の家紋に由来し、五三桐を背景にして中央に「高」の文字を配している。
校色（スクールカラー）
えんじ色
校歌
作詞は柄松香、作曲は中村哲二による。歌詞は3番まであり、3番に校名の由来となった言葉「格物致知」が登場する。
制服
平成になって以降は紺のブレザー（タイは赤色）とグレーのパンツ・スカートとなった。
同窓会
1922年（大正11年）12月に東京神田で東京格致会（現：東京庄原格知会）が発足しており、卒業生は広島県下のみならず東京・関西などへ進学・起業している。
寄宿舎
「格物寮」（男子寮）と「致知寮」（女子寮）がある。　

## 沿革
- 1897年（明治30年）11月1日 - 小田源吉により「私立格致学院」が設立される。
- 1927年（昭和2年）3月15日 - 「広島県格致中学校」（私立）に改称。 
  - 修業年限を5年（現在の中1から高2に相当）、入学資格を尋常小学校を卒業した12歳以上の男子とする。
- 1938年（昭和13年）4月1日 - 移管により「広島県立格致中学校」に改称。
- 1941年（昭和16年）4月1日 - 国民学校令の施行により、入学資格が国民学校初等科を卒業した12歳以上の男子に変更となる。
- 1943年（昭和18年）4月1日 - 中等学校令の施行により、この時の入学生から修業年限が4年（現在の中1から高1）となる。
- 1944年（昭和19年）4月 - 教育ニ関スル戦時非常措置方策により、中等学校令の施行される前に入学した生徒にも修業年限4年が適用されることになる。
- 1945年（昭和20年）3月 - 1940年（昭和15年）4月入学の5年生と1941年（昭和16年）4月入学の4年生の合同卒業式を挙行。
- 1946年（昭和21年）4月 - 修業年限が5年に戻る。
- 1947年（昭和22年）4月1日 - 学制改革（六・三制）が行われる。
  - 旧制中学校としての募集を停止。
  - 新制中学校を併設し（以下・併設中学校）、旧制中学校1・2年修了者を新制中学校2・3年生として収容。
  - 併設中学校は経過措置としてあくまで暫定的に設置されたため、新たに生徒募集は行われず、在校生が2・3年生のみの中学校であった。
  - 旧制中学校3・4年修了者はそのまま4・5年生として在籍。
- 1948年（昭和23年）
  - 5月3日 - 学制改革により、旧制中学校は廃止され、新制高等学校「広島県格致高等学校」（男子校）が発足。
    - 旧制中学校卒業者（5年修了者）を新制高校3年生、旧制中学校4年修了者を新制高校2年生、併設中学校卒業者（3年修了者）を新制高校1年生として収容。
    - 併設中学校の在校生が1946年（昭和21年）に旧制中学校へ最後に入学した3年生のみとなる。

  - 7月1日 - 定時制課程夜間部（普通科）を設置。
- 1949年（昭和24年）
  - 3月31日 - 併設中学校を廃止。
  - 4月30日 - 高校三原則に基づく公立高等学校の再編が行われる
  - 5月10日 - 開校式が行われる。普通科は（西校舎）を生活科、農業科、畜産科は（東校舎）を使用。
    - 県立高等学校3校（格致・庄原・西城）が統合され、総合制の「広島県比婆西高等学校」が発足。男女共学を開始。西城高等学校が西城分校となる。
- 1950年（昭和25年）- 旧格致高等学校の校舎を焼失。
- 1952年（昭和27年）
  - 3月31日 - 西城分校が分離し、定時制の西城高等学校として独立。
  - 4月1日 - 定時制分校2校（高野山分校（普通科・生活科）、口和分校（普通科））を設置。
- 1954年（昭和29年）5月1日 - 「広島県庄原高等学校」と改称。
- 1961年（昭和36年）4月1日 - 普通科が分離し「広島県庄原格致高等学校」として独立。その他の学科は広島県庄原実業高等学校となる。
- 1962年（昭和37年）
  - 4月1日 - 旧格致高等学校に校舎新築移転、高野山分校本年度より全日制課程に移行する。
  - 11月3日 - 新校舎落成式　
  - 11月３日 - 新校舎ｒ
- 1968年（昭和43年）10月1日 - 「広島県立庄原格致高等学校」（現校名）と改称（県の後に「立」が付される）。
- 1963年（昭和38年）4月1日 - 口和分校本年度入学より全日制課程に移行
- 1964年（昭和39年）7月5日 - 屋内体育館兼講堂落成式
- 1967年（昭和42年）11月1日 - 本校創立70周年記念式典
- 1968年（昭和43年）1月29日 - 挌技場落成式
  - 12月31日 - 「広島県立庄原格致高等学校」と改称
- 1970年（昭和45年）12月31日 -  特別教室（第三校舎）新築落成
- 1976年（昭和51年）3月26日 -  生徒ホール（格致会館）新築落成
  - 4月8日 - 普通教室（3教室）新築落成
- 1978年（昭和53年）3月10日 - 普通教室（12教室）新築落成
- 1979年（昭和54年）2月12日 - 特別教室（家庭科3教室）新築落成　クラブハウス（一棟）新築落成
- 1980年（昭和55年）3月31日 - 口和分校を廃止。
- 1981年（昭和56年）11月 - L.L.装置完成
- 1982年（昭和57年）8月31日 - 特別教室（理科・視聴覚等7教室）新築落成
  - 9月24日 - 創立85周年記念式典
- 1984年（昭和59年）9月30日 - 本館新築落成
- 1987年（昭和62年）11月30日 - 自転車置場新設
- 1988年（昭和63年）3月15日 - 特別教室（更衣室，図書庫，選択室等）大幅改修
- 1990年（平成2年）3月31日 - クラブハウス（一階シャワー室，トレーニングルーム，二階　部室8室）新築落成
  - 8月8日 - クラブハウスにコンビネーショントレーニングマシーン設置
- 1992年（平成4年）９月1日 - 旧体育館解体
- 1993年（平成5年）8月20日 - 体育館新築落成
- 1997年（平成9年）11月1日 - 創立100周年記念式典　記念庭園「坦懐の園」開園
- 1999年（平成11年）3月23日 - 第二グランド竣工
- 2003年（平成13年）2月14日 - 挌技場落成
- 2009年（平成21年）
  - 3月31日 - 高野山分校を廃止。
  - 4月 - 広島県高等学校チャレンジハイスクールに指定される。
- 2013年（平成25年）3月27日 - マレーシア　クアラ・セランゴール理数中等学校と姉妹校となる。
- 2015年（平成27年）5月28日 - 部室棟（木造平屋）新築完了。
- 2016年（平成28年）2月12日 - 渡廊下（三階建）新築完了。

## 著名な出身者
- 寺川俊昭 （僧侶、仏教学者、元大谷大学学長）
- 西田篤史（タレント）
- 瀬尾公治（漫画家） - 高野山分校
- JUJU （歌手）
- 中山雅 （カーデザイナー）
- 三原卓三 - 元プロ野球選手
- 林家ひろ木 - 落語家
- 宮角孝雄-　写真家

## 交通
最寄りの鉄道駅
- JR西日本 芸備線 「備後庄原駅」

最寄りのバス停留所
- 備北交通 「格致高校前」バス停

最寄りの幹線道路
- 国道432号 「総合体育館入口」交差点

## 周辺
- 庄原市総合体育館